# Arsenura xanthopus
Arsenura xanthopus is een vlinder uit de onderfamilie Arsenurinae van de familie nachtpauwogen (Saturniidae).
De wetenschappelijke naam van de soort is voor het eerst geldig gepubliceerd door Francis Walker in 1855.